# Guillaume Seignac
Guillaume Seignac, sinh ngày 25 tháng 9 năm 1870 ở Rennes, mất ngày 2 tháng 10 năm 1924 tại Paris, là một họa sĩ người Pháp đến từ Écouen.

## Tiểu sử
Guillaume Seignac học trường mỹ thuật Beaux-Arts de Paris ở Paris, là học trò của Gabriel Ferrier, Tony Robert-Fleury và William Bouguereau, những người có ảnh hưởng lớn đến phong cách của ông, cả trong việc lựa chọn các chủ đề được xử lý và trong kỹ thuật được sử dụng. Đặc biệt rất coi trọng chất lượng thiết kế của bản vẽ.
Ông đã trưng bày tranh vẽ thường xuyên tại Triển lãm của nghệ sĩ người Pháp, nơi ông đã được trao một đề cử danh dự vào năm 1900 và với huy chương hạng ba vào năm 1903. Phụ nữ là chủ đề yêu thích của ông, ông thường vẽ khỏa thân họ, vẽ theo các chủ đề cổ xưa hoặc thần thoại.

## Địa điểm bộ sưu tập của ông
- Tòa thị chính Écouen
- Bảo tàng San Francisco De Young
- Bảo tàng nghệ thuật đại học Smith
- Bảo tàng nghệ thuật Phoenix

## Thư viện ảnh

Œuvres de Guillaume Seignac
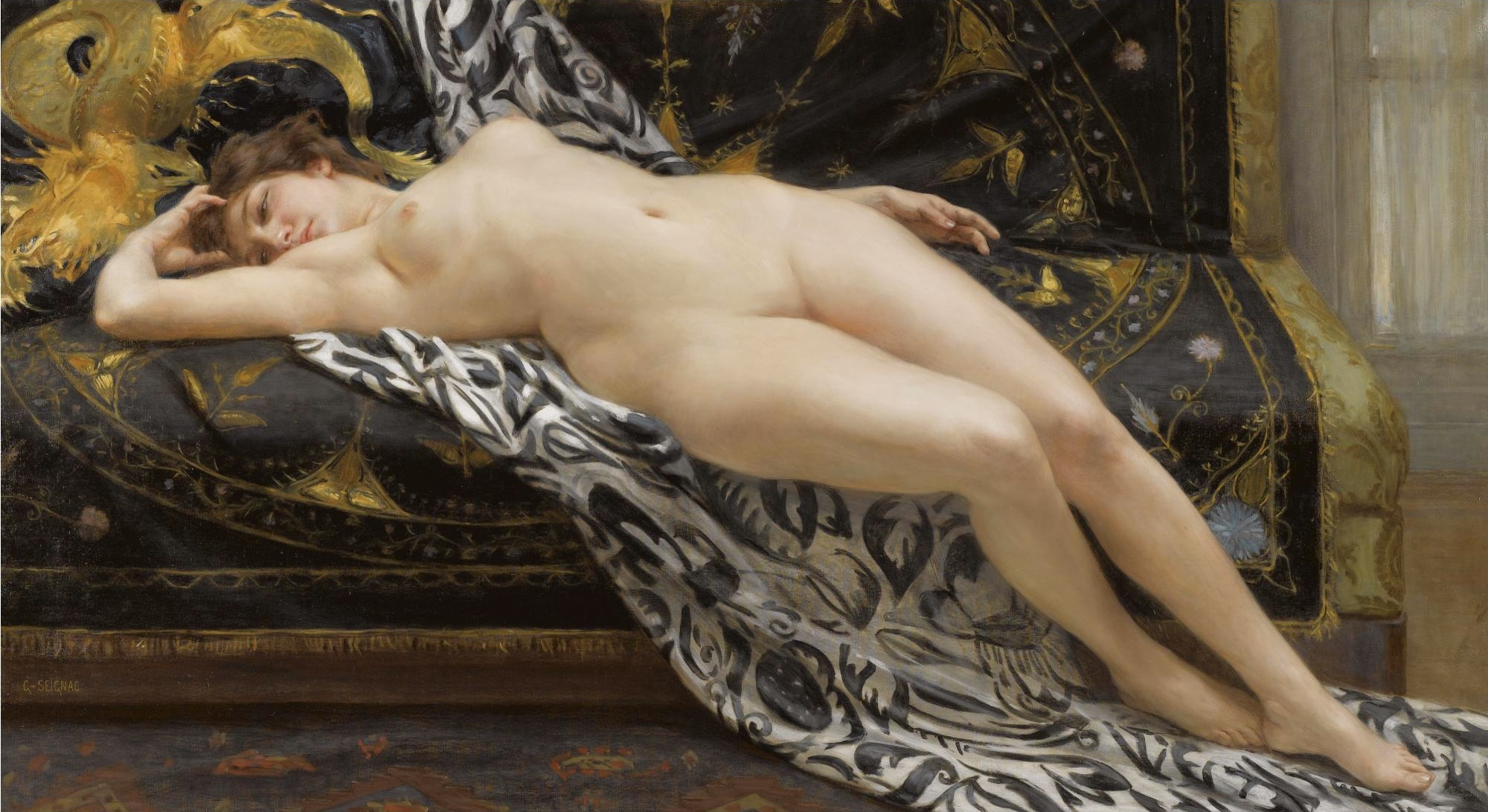
L'abandon
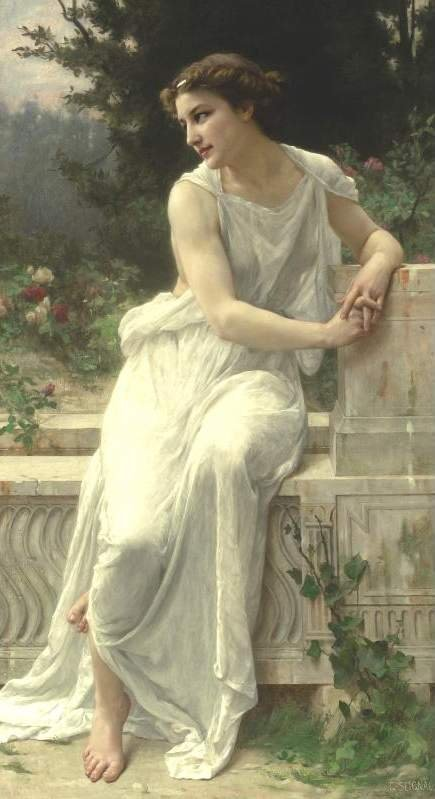
Jeune femme de Pompéi à une terrasse
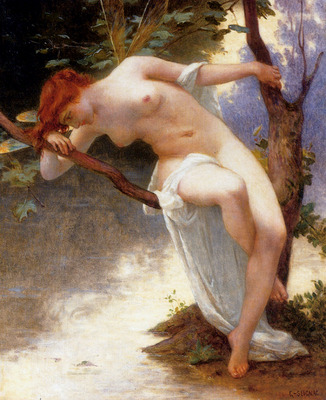
La libellule
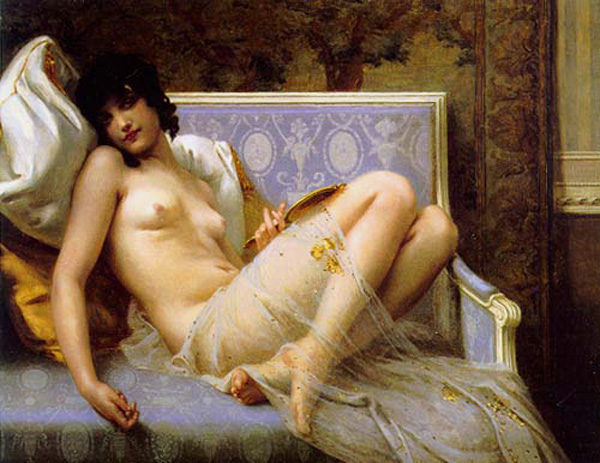
Nu au canapé, sơn dầu trên vải (55 x 65 cm)
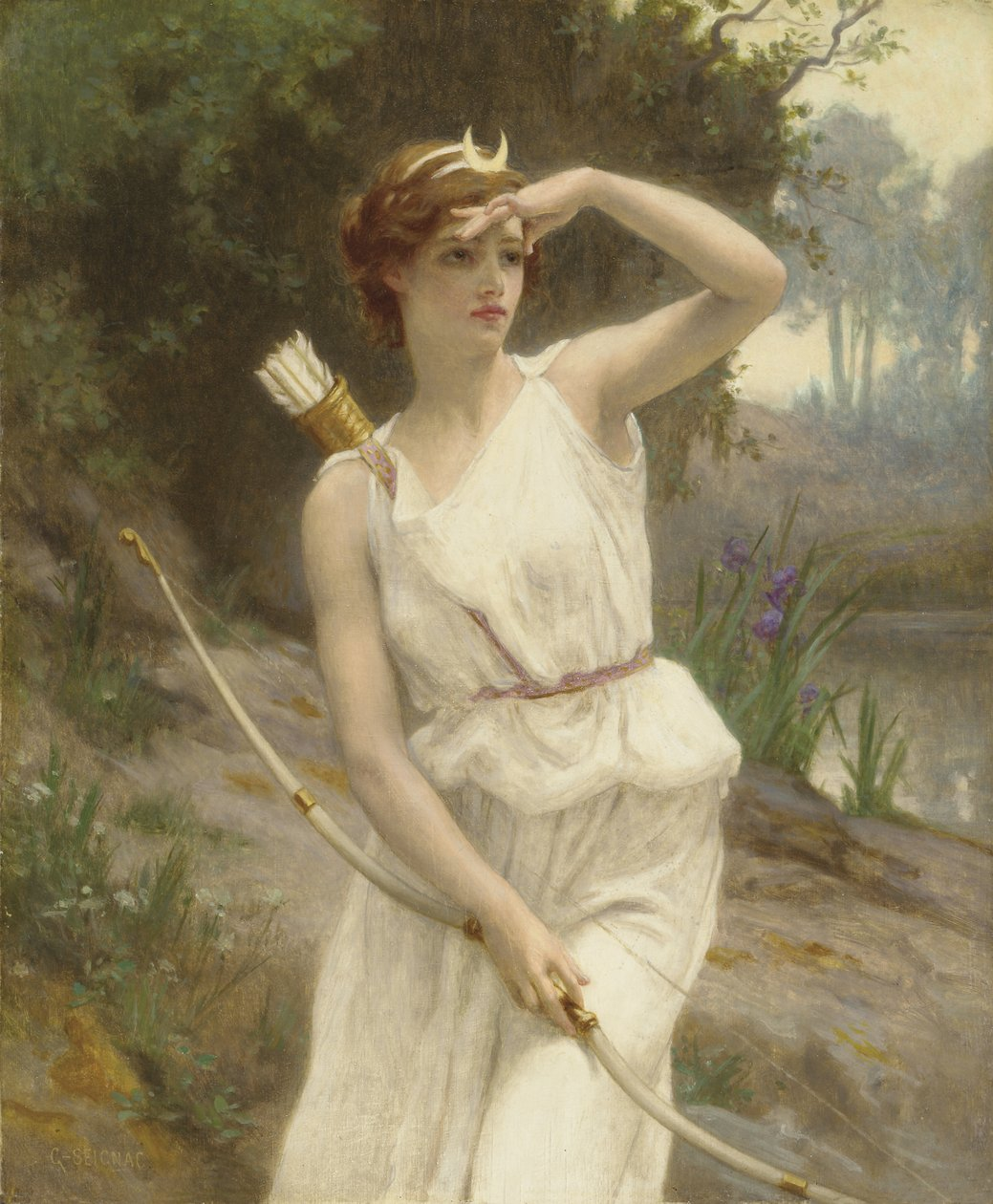
Diane, la chasseresse, sơn dầu trên vải (56 x 46 cm)

## Tượng
- Pierre Antoine Laurent, Buste de Guillaume Seignac (1907), tượng bằng đồng, Bảo tàng Mỹ thuật Rennes